# Districte de Bijapur

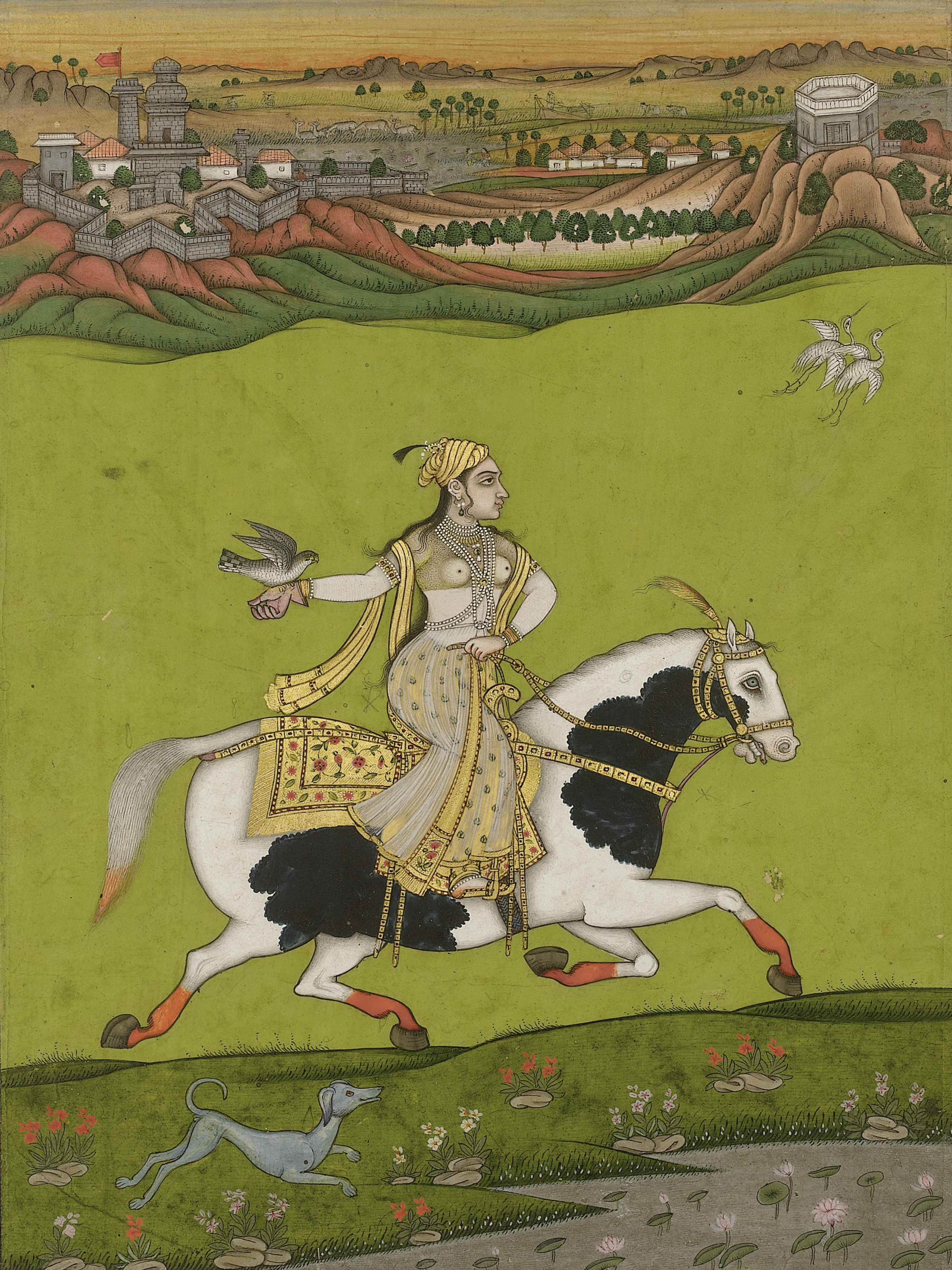
Chand Bibi regent de Bijapur (1580-90)

Bijapur (kannada ವಿಜಾಪುರ) és un districte de Karnataka a l'Índia, amb capital a la ciutat de Bijapur (Karnataka). La superfície és de 10.541 km² i la població d'1.806.918 habitants (2001).

## Administració
Aquest districte està dividit en sis talukes:
- Bijapur
- Basavana-Bagewadi
- Indi
- Muddebihal
- Sindagi
- Babaleshwar (vers 2005 unida a Bijapur)

## Història

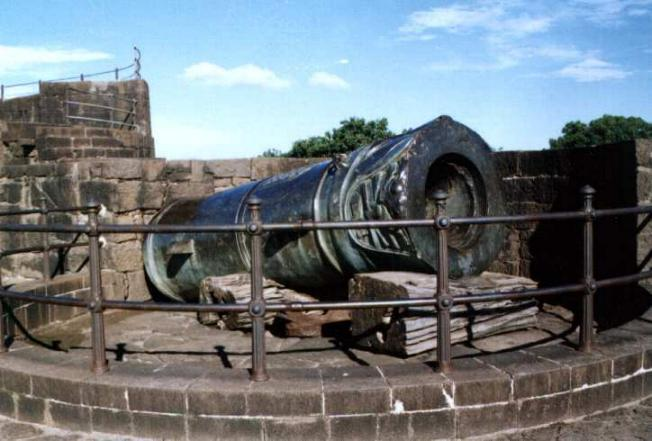
Canó Malik-E-Maidan

El districte al segle ii tenia almenys tres ciutats importants esmentades per Claudi Ptolemeu: Badami, Indi i Kalkeri; Badami era una fortalesa dels Pallava; al segle VI va passar als Chalukya quan el rei Pulikesin I va conquerir Badami als Pallava. Els període dels primers Chalukya i Chalukya Occidentals va durar fins al 760. Al segle VII el peregrí xinès Hiuen Tsiang va visitar Badami, que llavors era seu dels Chalukya 
Van seguir els Rashtrakuta (vers 760 a 973). Els Chalulya Occidentals, Kalachuri i Hoysala Ballala van dominar entre 973 i 1190 amb uns senyors de la dinastia Sinda, vassals, al sud de Bijapur, del 1120 al 1180; i finalment el Yadava del 1190 al 1294.
La ciutat fou fundada al segle X o XI pels chalukyes de Kalyani amb el nom de Vijayapura (Ciutat de la Victòria). Bijapur fou seu dels reis Yadava del 1190 al 1294. En aquest darrer any fou conquerida per Ala al-Din Khaldji per compte del seu oncle Djalal al-Din Firuz Shah Khalji (1290-1296) de Delhi. El rei Ramchandra, el sisè rei dels yadaves, va haver de reconèixer la sobirania de Delhi. A la meitat del segle següent va caure en mans d'un amir-i sadah (comandant de 100 pobles) de nom Zafar Khan que va esdevenir el primer sobirà de la dinastia bahmànida amb el nom d'Ala al-Din Hasan Bahman Shah.
A la mort del wazir bahmànida Mahmud Gawan (1481) la dinastia va entrar en decadència. Yusuf Adil Khan que era esclau de Mahmud Gawan fou nomenat governador de la província de Dawlatabad i el 1489 va fer pronunciar per primer cop la khutba en el seu nom, nom que va canviar a Yusuf Adil Shah, del que la dinastia es va dir adilshàhida. En aquest temps la ciutat ja s'anomenava Vijapur o Bijapur.
Vegeu: Sultanat de Bijapur, adilshàhides.
El 1686 el sultanat de Bijapur fou conquerit per Aurangzeb i va passar a l'Imperi Mogol. El 1724 el nizam del Dècan es va fer independent i Bijapur va quedar dins els seus dominis. El 1760 el nizam fou derrotat pels marathes i va cedir Bijapur al peshwa. Aquest fou derrotat a la tercera anglomaratha i el 1818 Bijapur i altres territoris van passar a la Companyia Britànica de les Índies Orientals que va entregar la regió de Bijapur al raja de Satara.
El darrer raja de Satara va morir el 1848 sense hereu mascle i per la doctrina del lapse els seus estats foren annexionats pels britànics. Va quedar repartit entre el districte de Sholapur i el districte de Belgaum. Es va formar finalment un districte separat (1864): el districte de Kaladagi format pels districtes moderns de Bijapur i Bagalkot, (capital Bagalkot) fins al 1885 quan Bijapur va passar a ser capital i el districte va prendre aquest nom.
Fams greus es van patir el 1396-1420, el 1791 (coneguda per la fams dels ossos perquè el terra estava cobert d'esquelets dels mort sense enterrar), 1803 (deguda als saquejos dels pindaris). El 1818-1819, 1824-185, 1832-1833, 1853-1854, 1863-1864 i 1866-1867 hi va haver greus escassetats. El 1876-1877 va tornar la fam; el 1879 hi va haver una plaga de rates que van destruir les collites; una fam per manca de pluja va tornar el 1891, i més severament encara el 1896-1897, i 1899-1900-1901.
El 1901 el districte tenia 14682 km². La població era:
- 1872, 805.834
- 1881, 626.889
- 1891, 796.339
- 1901, 735.435.

Estava dividit en 8 talukes:
- Indi
- Sindgi
- Bijapur
- Bagevadi
- Muddebihal
- Bagalkot
- Hungund
- Badami

Les principals ciutats eren Bijapur, Bagalkot i Talikota.
La taluka de Bijapur tenia 2251 km² i la ciutat de Bijapur amb 94 altres pobles el principal dels quals Bobleshwar. la població era de 102.416 (1901, el 1891 eren 103.758).
El 1947 va quedar dins l'estat de Bombai però el 1956 fou transferit a Mysore que més tard va agafar el nom de Karnataka. El 1997 les talukes del sud en foren separades per formar el districte de Bagalkot.

## Arqueològia
S'han trobat nombroses inscripcions al districte dels Chalukya i Kalachuri a Arasibidi (dues), Aivalli (una datada el 634) i Badami (dels segles VI al IX). Els principals temples són a Aivalli (temple de Meguti) i a Pattadkal (estil Chalukya). Temples antics són els de Sangamcshwar a Sangam. A la ciutat de Bijhapur hi ha nombroses edificacions musulmanes entre les quals la Jama Masjid de 1537.

## Geografia
El districte està a l'altiplà del Dècan. Bijapur ciutat es troba a la part central. Al sud el riu Krishna o Kistna

## Personatges
- B.D. Jatti fou president interí de l'Índia i vicepresident (1974-1979). El 1958 fou primer ministre de Mysore i va exercir el càrrec fins a 1962.
- S.R. Kanthi, primer ministre de Mysore breument el 1962.